# Michael Arad
Michael Arad (Londen, 21 juli 1969) is een Israëlisch-Amerikaans architect die bekend werd met zijn monument voor de slachtoffers van 11 september 2001: Reflecting Absence.
Arad groeide op in Israël, de VS en Mexico. Sinds 1991, na zijn diensttijd in het Israëlisch leger, woont hij in de VS. Sinds 1999 woont hij in New York.
Arad heeft een Bachelor-titel van Dartmouth College en een Master of Arts-titel van Georgia Tech's College of Architecture. Hij werkte voor Kohn Pedersen Fox en de ontwerpafdeling van de New York City Housing Authority.
- Information Center for Israeli Art: 271143
- Library of Congress Control Number: no2014066170
- Nationale Bibliotheek van Israël: 987012124755805171
- Union List of Artist Names: 500278682
- Virtual International Authority File: 309563969
- WorldCat: E39PBJpV88R4vHCWBwjYPxgFrq